# Vagn Jespersen
Vagn Jespersen (23. november 1918 i København – 16. september 2011) var en dansk generalkonsul og erhvervsmand.
Han var søn af fabrikant Poul Jespersen (død 1959) og hustru Emmy f. Bertelsen (død 1962), tog realeksamen fra Gammel Hellerup Gymnasium 1936, var medindehaver og adm. direktør for C.E. Basts Eftf. A/S og fra 1963 generalkonsul for Monaco. Han var grundlægger af og ærespræsident for FICAC, en international organisation for konsuler.
Under besættelsen indgik han i modstandsbevægelsen som medlem af Holger Danske.
Ved sin død 2011 var han Ridder af 1. grad af Dannebrog, hvilket han blev i 1996. Han bar også Frihedskampens Veteraners Erindringstegn og Det Svenske Konsulære Korps' fortjenstmedalje i guld.
Han blev gift 29. juli 1950 med Eva (22. februar 1925 – 1991). 